# Drinovo, Tărgoviște
Drinovo (în bulgară Дриново) este un sat în comuna Popovo, regiunea Tărgoviște,  Bulgaria. 

## Demografie
Componența etnică a satului Drinovo
     Nicio identificare (11,76%)
     Turci (3,05%)
     Bulgari (83,66%)
     Romi (0,87%)
     Altele (0,65%)
La recensământul din 2011, populația satului Drinovo era de 459 locuitori. Din punct de vedere etnic, majoritatea locuitorilor (83,66%) erau bulgari, cu o minoritate de turci (3,05%). Pentru 11,76% din locuitori nu este cunoscută apartenența etnică.